# فيفيان إندمان
فيفيان إنديمان (من مواليد 7 أغسطس 2001) هو لاعب كرة قدم ألماني يلعب في مركز مهاجم لصالح فريق فولفسبورغ في الدوري الألماني ولاعبة المنتخب الألماني الوطني لكرة الفدم.
في 28 فبراير 2024، لعبت أول مباراة دولية لها مع منتخب ألمانيا في مباراة تحديد المركز الثالث في الاتحاد الأوروبي لكرة القدم ضد منتخب هولندا، مما أدى إلى فوز ألمانيا إلى التأهل الأولمبي .